# Silnik turboodrzutowy dwuprzepływowy

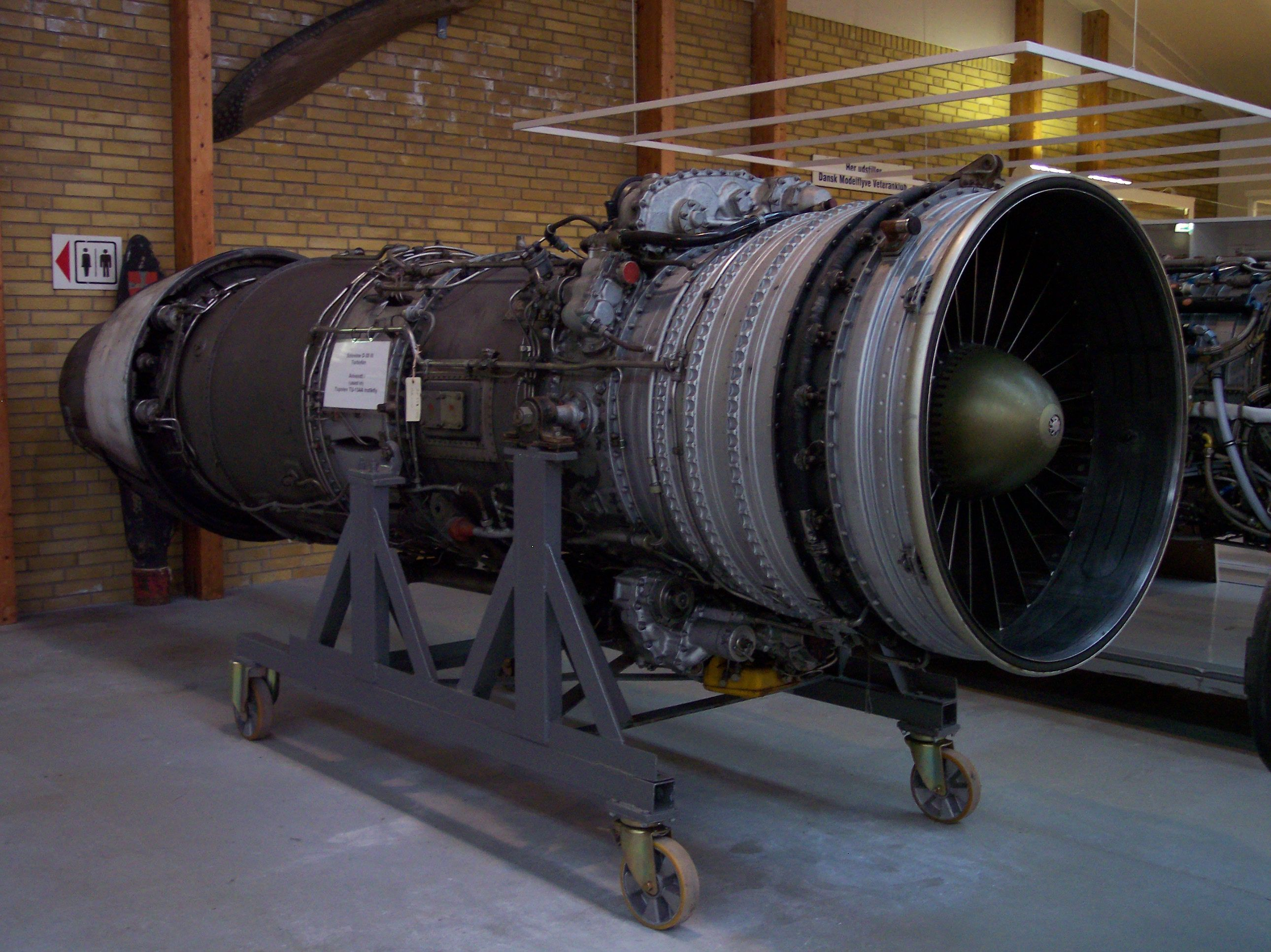
Silnik dwuprzepływowy D-30 (samoloty np. IŁ-62M, Tu-154M)

Silnik turboodrzutowy dwuprzepływowy – konstrukcyjna odmiana silnika turboodrzutowego, w którym główny strumień powietrza rozdziela się na przepływ wewnętrzny i przepływ zewnętrzny. 
Strumienie powietrza rozdzielają się za pierwszym (lub pierwszymi) stopniami sprężarki silnika. 
Przepływ zewnętrzny omija dalsze stopnie sprężarki kierując się kanałem wzdłuż całego silnika bezpośrednio w kierunku dyszy wylotowej silnika.  
Przepływ wewnętrzny kierowany jest na wszystkie stopnie sprężarki i bierze udział w spalaniu paliwa. Energię gazów przekazuje poprzez kilkustopniową turbinę na wał do sprężarki, po czym kieruje się do dyszy wylotowej dając ciąg. 
Silnik dwuprzepływowy może mieć jeden wał, jednak częściej spotyka się układy dwóch wałów współosiowych, podobnie jak w silniku turbowentylatorowym. 
Konstrukcyjnie jest rozwiązaniem pośrednim pomiędzy silnikiem turboodrzutowym a turbowentylatorowym. Umożliwia on ograniczenie zużycia paliwa na jednostkę ciągu w stosunku do silnika turboodrzutowego, jednak zużycie to jest większe niż w silniku turbowentylatorowym. Z tego też względu w samolotach komunikacyjnych jest wypierany przez silniki turbowentylatorowe. 